# Lita Baluarte
Lita Baluarte Winder (Lima, Perú) es una actriz, bailarina, diseñadora de vestuario y guionista peruana. Ha actuado y escrito el guion de la serie de televisión Misterio.

## Filmografía
| Año  | Título               | Personaje          | Notas       |
| ---- | -------------------- | ------------------ | ----------- |
| 1999 | Girasoles para Lucía | Esther María Trevi |             |
| 2004 | Misterio             | Lizette            | 4 episodios |
| 2006 | La gran sangre 3     | Doncella           | Antagonista |
| 2008 | Calle en llamas      | Detective Cisneros |             |

| Año  | Título                      | Personaje | Notas                      |
| ---- | --------------------------- | --------- | -------------------------- |
| 1997 | Solo buenos amigos          | Andrea    | Cortometraje               |
| 1998 | No se lo digas a nadie      | Rocío     | Dir. Francisco J. Lombardi |
| 2007 | Condominio                  | Jeannette | Dir. Jorge Carmona         |
| 2007 | La gran sangre: la película | Agente 48 | Dir. Jorge Carmona         |

| Año  | Título        | Notas                                     |
| ---- | ------------- | ----------------------------------------- |
| 2005 | Misterio      | Serie de TV                               |
| 2007 | Golpe a golpe | Serie de TV                               |
| 2007 | Condominio    | Película, también diseñadora de vestuario |

## Teatro
- Volar (2004, Dir. Mariana de Althaus)
- Efímero (2008, Dir. Mariana de Althaus) 6 personajes.
- Mujeres que habitan en mí (2009, Dir. Guillermo Castrillón)
- Don Juan regresa de la guerra (2009, Dir. Jorge Guerra)
- Kafka y la muñeca viajera (2011, Dir. Patricia Pereyra)
- Criadero, instrucciones para (no) crecer (2011, Dir. Mariana de Althaus)
- Drácula (2012, Dir. Jorge Castro)

## Premios y nominaciones
| Año  | Premio                       | Categoría              | Trabajo | Resultado |
| ---- | ---------------------------- | ---------------------- | ------- | --------- |
| 2008 | Premios Luces de El Comercio | Mejor actriz de teatro | Efímero | Nominada  |